# Яременко, Иван Иванович
Иван Иванович Ярёменко (25 января [6 февраля] 1907, Старая Русса, Новгородская губерния — 31 января 1945, Острув-Велькопольский, Польша) — советский военный деятель, полковник (14 февраля 1943).

## Биография
Родился в городе Старая Русса, ныне Новгородской области. Украинец.

### Военная служба
10 октября 1927 года выдержал испытание и был зачислен курсантом в Борисоглебско-Ленинградскую военную кавалерийскую школу. По её окончании с апреля 1930 года проходил службу в 31-м кавалерийском полку 6-й Чонгарской кавалерийской дивизии БВО в городе Гомель в должностях командира взвода и эскадрона, с мая 1936 года — пом. начальника 1-й части штаба дивизии. В декабре 1936 года переведён в 105-й кавалерийский полк 27-й кавалерийской дивизии в городе Борисов на должность начальника полковой школы младшего начсостава.
В ноябре 1937 года убыл на учёбу в Военную академию РККА имени М. В. Фрунзе. В 1938 году вступил в ВКП(б). По её окончании в январе 1939 года направлен в ЗабВО, где проходил службу в 5-й отдельной кавалерийской бригаде в должностях помощника начальника 1-й (оперативной) части, начальника 2-й части штаба бригады, начальника штаба бригады. С ноября 1939 года был начальником 1-го отделения штаба 15-й кавалерийской дивизии, с октября 1940 года и. д. для особых поручений при командующем войсками ЗабВО. В конце мая 1941 года майор Ярёменко назначен командиром 544-го стрелкового полка 152-й стрелковой дивизии УрВО.

### Великая Отечественная война
В начале войны дивизия была передислоцирована в район города Орша, где 26 июня 1941 года вошла в состав 16-й армии резерва Ставки ГК. С 14 июля она вместе с армией была включена в Западный фронт и участвовала в Смоленском сражении, вела тяжёлые оборонительные бои на подступах к Смоленску и непосредственно в городе.
Командир 152-й стрелковой дивизии полковник П. Н. Чернышов в августе 1941 года отмечал, что И. И. Ярёменко в этих боях проявил нерешительность и трусость, «…в трудные минуты вместо предъявления войскам требований упорства дважды выводил войска из боя, оставляя занятые кварталы». В ходе этих боёв за Смоленск полк под его командованием был окружён. В августе майор Ярёменко вышел из окружения без документов, за что в сентябре был снижен в должности и назначен командиром отдельного мотострелкового батальона 127-й отдельной танковой бригады, которая в составе этой же 16-й армии вела бои на ярцевском направлении. В начале октября 1941 года бригада уже в составе 19-й армии Западного фронта в ходе Вяземской оборонительной операции попала в окружение в районе городе Вязьма. В составе основных сил армии Ярёменко выходил из окружения в 1-м эшелоне в направлении с. Богородицкое, Домаково, Вельский тракт. 8 октября в бою в районе населённый пункт Домаково был тяжёло ранен и 10 октября в районе деревни Орлянка попал в плен. До конца января 1942 года содержался в военном госпитале для военнопленных в селе Лопатино, где был освобождён частями 2-й гвардейской мотострелковой дивизии Калининского фронта. Затем был назначен начальником штаба 120-го мотострелкового полка, с февраля того же года вступил в командование 2-м мотострелковым полком. В этой должности показал себя с положительной стороны. Полк под его командованием в феврале—марте 1942 года вёл тяжёлые оборонительные бои на автостраде Москва — Минск, при этом было уничтожено около 900 солдат и офицеров противника, 4 танка и 96 автомобилей.
В апреле Ярёменко был отозван в отдел кадров Калининского фронта, где проходил спецпроверку «как вышедший из окружения». По её завершении назначен начальником штаба 178-й стрелковой дивизии, входившей в состав 30-й армии.
С 13 июня по 21 августа 1942 года и. д. командира 183-й стрелковой дивизии. В июне — июле дивизия в составе 29-й армии Калининского фронта вела оборонительные бои в 12 км севернее Ржева, затем с конца июля в составе 20-й и вновь 29-й армий участвовала в Ржевско-Сычёвской наступательной операции. С сентября 1942 года и. д. начальника штаба 78-й стрелковой дивизии 30-й армии Калининского фронта. С 30 сентября дивизия вошла в состав 4-й ударной армии Западного фронта и до ноября находилась в резерве на доукомплектовании.
С 8 ноября 1942 года подполковник Ярёменко и. д. командира 139-й стрелковой дивизии, которая в составе 29-й и 31-й армий этого же фронта занимала оборону на северо-западной окраине города Зубцов.
21 декабря 1942 года назначен командиром 326-й стрелковой дивизии. До середины февраля 1943 года дивизия находилась в резерве Западного фронта, затем была подчинёна 16-й армии и вела упорные бои восточнее Людиново. В конце февраля «за плохое управление дивизией в бою» от должности отстранён и назначен заместителем командира этой же дивизии.
С апреля 1943 года полковник Ярёменко командовал 125-й отдельной стрелковой бригадой, входившей в состав 16-й и 50-й армий этого же фронта.
С 13 июня 1943 года был командиром 64-й стрелковой дивизии, которая в составе 50-й армии Западного фронта вела оборонительные бои в районе населённого пункта Щигры (Жиздринский район Калужской области). Затем дивизия совершила марш в район города Серпейск, где вошла в состав 38-го стрелкового корпуса 10-й армии и до ноября вела наступательные бои на рославльском и могилёвском направлениях. За отличия в боях при форсирование рек Десна и Снопоть, комдив Ярёменко был награждён орденом Суворова II степени.
С января 1944 года 64-я сд в составе этих же корпуса и армии находилась на 1-м Белорусском фронте, затем в конце апреля вошла в подчинение 49-й армии 2-го Белорусского фронта и вела оборонительные бои на рубеже населённых пунктов Устье, Лапени (Чериковский район Могилёвской обл.).
С июня 1944 года Ярёменко состоял в распоряжении Военного совета 1-го Украинского фронта, затем был назначен заместителем командира 389-й стрелковой дивизии, которая в составе 22-го стрелкового корпуса 3-й гвардейской армии участвовала в Львовско-Сандомирской наступательной операции. С 27 августа 1944 года и. д. командира 329-й стрелковой дивизии в составе этих же армии и фронта.
В январе 1945 года полковник Ярёменко был тяжёло ранен и 31 января умер от ран в городе Острув-Велькопольский, Польша. Похоронен в городе Львов.

## Награды
- орден Красного Знамени (20.07.1943)[6]
- орден Суворова II степени (28.09.1943)[7]
- орден Отечественной войны I степени (20.09.1944)[8]
- орден Красной Звезды (03.11.1944)[9]